# York Barbican
York Barbican – centrum rozrywki w York w Anglii położone na południowym krańcu centrum Yorku. Nazwa wywodzi się od pobliskiego barbakanu. Odbywa się w nim wiele koncertów, występów komediowych i wydarzeń sportowych, a także wydarzenia biznesowe i konferencje. Obiekt dysponuje 1500 miejscami siedzącymi i 1900 stojącymi.
York Barbican jest miejscem organizacji drugiego co do wielkości turnieju snookera, UK Championship, który odbywał się tu w latach 2001–2006 oraz od 2011.

## Historia
Obecny obiekt został zbudowany w 1989 roku za cenę 15 mln funtów. Został dobudowany do basenu miejskiego istniejącego od 1980. W 1989 roku dobudowano halę sportową i audytorium ze ścianką wspinaczkową, kawiarnią i barami. Pomimo oferowania największej sali koncertowej oraz szerokiej gamy zajęć i wydarzeń lokalnych (takich jak coroczny York Interschool Battle of the Bands), York Barbican stale przynosił straty, gdy był zarządzany przez miasto. W 2000 zarówno basen, jak i nowe obiekty zostały wystawione na sprzedaż z zamiarem przekazania ich pod prywatny zarząd.
W 2003 roku wyłonił się jeden podmiot oferujący zagospodarowanie tego terenu. Częścią planów była propozycja budowy nowych obiektów pływackich. Jednakże grupa mieszkańców, „Save Our Barbican” (SOB), stanęła na czele lokalnego sprzeciwu wobec propozycji rozesłanych w ramach konsultacji publicznych. Późniejsze plany rozwoju zakładały budowę na tym terenie apartamentów, kasyna i klubu nocnego. Pod koniec 2004 roku, w związku z brakiem akceptacji planów i wszczęciem przez grupę mieszkańców postępowania prawnego, York Barbican zamknięto i przez kolejne lata stał pusty. Budynek basenu został zburzony, a budynek z 1989 zaczął nosić ślady zużycia i wandalizmu i został zamknięty.
Wiosną 2011 roku w końcu otwarto go ponownie po renowacji przeprowadzonej kosztem 1,5mln  funtów. Obiekt pozostaje właśnością miasta ale zarządzany przez  międzynarodowego operatora ASM Global.
19 czerwca 2021 lokalna grupa squattersów wprowadziła się do zburzonego basenu i odzyskała go, nazywając go „Barbican Community Centre".Twierdzą, że starają się powstrzymać przekształcenie terenu, który od 15 lat stoi pusty, w drogie akademiki.

## Ważne wydarzenia
- Liberalni Demokraci regularnie organizują w tym miejscu Konferencję Liberalnych Demokratów.
- Odbywają się tu turnieje snookera UK Championship zaliczane do Potrójnej Korony, transmitowane przez BBC.